# Nicholas Tufton (1er comte de Thanet)
Pour les articles homonymes, voir Tufton.
Nicholas Tufton, 1er comte de Thanet (1578-1631) est un pair anglais.

## Biographie
Nicholas Tufton est le fils de John Tufton, 1er baronnet et Christian Browne, la fille de Humphrey Browne, juge des plaids communs, par Agnes Hussey, la fille de John Hussey (1er baron Hussey de Sleaford) (en).
Tufton représente Peterborough en 1601 et le Kent de 1624 à 1625 en tant que membre du Parlement. Il est fait chevalier par Jacques Ier le 13 avril 1603 et est nommé juge de paix dans le Kent, puis sous-lieutenant en 1623. Il succède à son père comme baronnet en 1625, est créé baron Tufton, de Tufton, le 1er novembre 1626, et comte de l'île de Thanet le 5 août 1628.
Il possède le Château de Bodiam, l'ayant acheté en 1623. Il est remplacé dans le comté par John Tufton (2e comte de Thanet), son fils par son mariage avec Frances Cecil, fille de Thomas Cecil, 1er comte d'Exeter.